# 王世华
王世华（1948年7月—），安徽肥东人，享受国务院政府特殊津贴专家，曾任安徽师范大学副校长。

## 生平
1973年毕业于安徽师范大学历史系，同年留校任教。1988年获安徽师范大学历史学硕士学位。历任安徽师范大学教务处副处长、校长助理，安徽师范大学副校长等职。2003年至2012年，任安徽师范大学皖江学院党委书记、院长。现任安徽省高校人文社会科学重点研究基地皖南历史文化研究中心名誉主任、教授、博士生导师。2010年受聘为安徽省政府参事。

## 学术贡献
主要从事中国古代史、中国古代法制史、徽学研究。主持国家社科基金重大项目等项目多个，发表论文60余篇。研究成果获首届中国出版政府奖图书奖提名奖、全国古籍优秀图书二等奖、教育部普通高等学校人文社会科学研究成果三等奖、首届国家社科基金项目优秀成果三等奖、安徽省社会科学优秀成果一等奖等。

## 社会兼职
中国明史学会首席顾问，中国商业史学会副会长，安徽省历史学会会长，安徽省徽学会会长，安徽省社会科学界联合会副主席，国家社科基金学科评审组专家。

## 著作
- 《中华民族好传统》（主编）（1993年，江苏少年儿童出版社）
- 《军政权术42章》（合著）（1994年，中华书局）
- 《世界著名悬案集粹》（第一主编）（1995年，黄山书社）
- 《徽商研究》（合著）（1995年，安徽人民出版社）
- 《奸臣权谋》（主编）（1996年，黄山书社）
- 《富甲一方的徽商》（1997年，浙江人民出版社）
- 《野史真相》（1999年，广西师范大学出版社）
- 《大学生文化素质教育读本》（主编）（2001年，安徽人民出版社）
- 《徽商》（合著）（2005年，安徽人民出版社）
- 《中国古代史参考资料》（主编）（2006年，安徽人民出版社）
- 《魅力安徽》（主编）（2009年，合肥工业大学出版社）
- 《大奸臣的那些招儿》（主编）（2011年，西南师范大学出版社）
- 《徽商家风》（2014年，安徽师范大学出版社）
- 《中国徽商小史》（2015年，中国长安出版社）
- 《“解码徽商”丛书·<第一商帮>》（2016年，安徽师范大学出版社）
- 《“解码徽商”丛书·<贾而好儒>》（2016年，安徽师范大学出版社）
- 《徽学概论》（主编）（2020年，安徽人民出版社）